# Litoria personata
Litoria personata es una especie de anfibio anuro del género Litoria, de la familia Hylidae.

## Distribución geográfica
Es originaria de Australia. Vive en Territorio del Norte en el Escarpamento Arnham.
Vive en bosques y praderas. Se esconde debajo de los cantos rodados y en las grietas de las rocas.
Pone sus huevos en grietas en las rocas, pero los científicos no saben mucho sobre los huevos.